# Сивова къща
Сивовата къща е възрожденска къща, паметник на културата в град Мелник, представител на мелнишката къща.
Къщата е изградена през II половина на XIX век на десния бряг на Роженското дере, малко преди площада. Оградните стени на стопанската част на къщата са каменни, а останалите паянтови.
Къщата се различава от повечето останали мелнишки къщи по това, че обемът ѝ е разположен успоредно на хоризонталите. Има приземие на две нива, използвано за хан. Двукрила врата от юг води в обора, който е на най-ниското ниво. Вътрешна стълба от обора води до междинното ниво, на което са спалните на хана – една голяма и няколко малки.
Над приземието е жилищният етаж, в който се влиза направо от улицата по няколко стъпала. Има симетричен план, характерен за периода, който го разделя на представителна и стопанска част, като едно от помещенията на стопанската част е свързано с хана отдолу. Таваните, камините и фронтона на къщата имат щукатурна украса.